# Hoàng Cung
Hoàng Cung (1892 – ?) là kỹ sư và chính khách người Việt Nam, cựu Bộ trưởng Bộ Thương mại và Kỹ nghệ, Tổng trưởng Bộ Quốc gia Kinh tế dưới thời Quốc gia Việt Nam.

## Tiểu sử
Hoàng Cung sinh năm 1892 tại tỉnh Sơn Tây, Bắc Kỳ, Liên bang Đông Dương (nay là một phần Hà Nội).:21,23
Ban đầu ông được nhận vào làm kỹ sư tại hãng Société des Constructions Mécaniques ở Hải Phòng từ năm 1919 đến năm 1920.:22,23 Sau đó chuyển qua làm giám đốc kỹ thuật tại hãng Société des Tabacs de l'Indochine ở Hà Nội từ năm 1920 đến năm 1924.:22,23
Lúc Cựu hoàng Bảo Đại về nước thành lập chính thể Quốc gia Việt Nam, ông được mời giữ chức Bộ trưởng Bộ Thương mại và Kỹ nghệ trong chính phủ đầu tiên từ năm 1949 đến năm 1950.:22,23:56,65
Cuối tháng 4 năm 1950, toàn thể nội các Nguyễn Phan Long bị giải thể và Trần Văn Hữu đứng ra thành lập chính phủ mới, Hoàng Cung trở thành Tổng trưởng Bộ Quốc gia Kinh tế trong chính phủ này.:71 Đầu năm 1951, ông từ chức và được Trần Văn Khá kế nhiệm.
Không rõ cuối đời ông ra sao và mất vào lúc nào.